# Baimashi, Liaoning
Baimashi (kinesiska: 白马石, 白马石乡) är en socken i Kina. Den ligger i provinsen Liaoning, i den nordöstra delen av landet, omkring 270 kilometer väster om provinshuvudstaden Shenyang. Antalet invånare är 5 845. Befolkningen består av 2 807 kvinnor och 3 038 män. Barn under 15 år utgör 13,0 %, vuxna 15-64 år 71 %, och äldre över 65 år 14,0 %.
Runt Baimashi är det tätbefolkat, med 308 invånare per kvadratkilometer. Baimashi är det största samhället i trakten. Trakten runt Baimashi består till största delen av jordbruksmark.
Genomsnittlig årsnederbörd är 766 millimeter. Den regnigaste månaden är juli, med i genomsnitt 183 mm nederbörd, och den torraste är februari, med 5 mm nederbörd.